# Hakeem Toyin Balogun

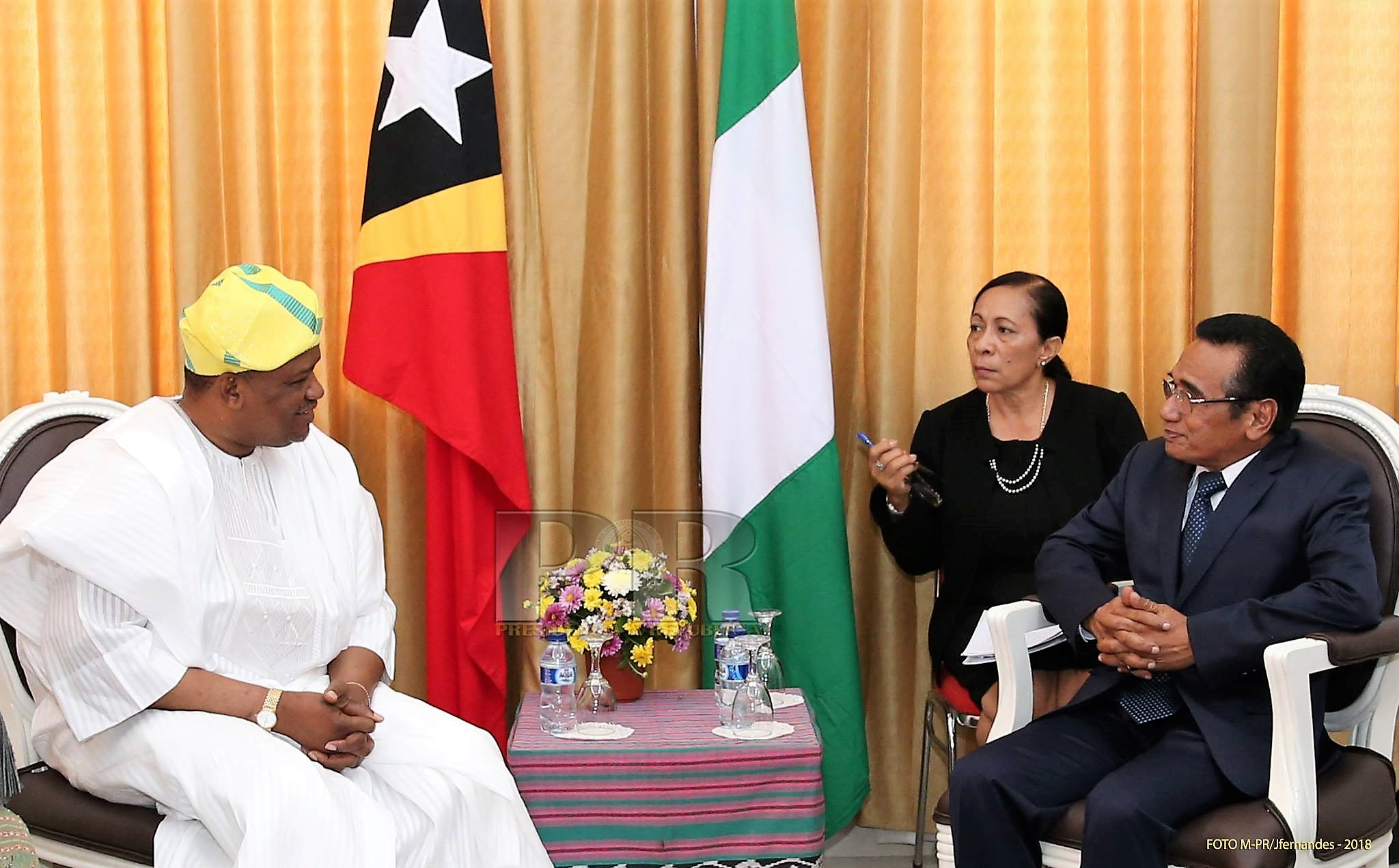
Nigerias Botschafter Hakeem Toyin Balogun und Osttimors Staatspräsident Francisco Guterres (2018)

Hakeem Toyin Balogun (* 1966) ist ein nigerianischer Diplomat. Er stammt aus dem Bundesstaat Lagos.

## Werdegang
Balogun arbeitete von 1982 bis 1988 bei der Regierung des nigerianischen Bundesstaates Kano in der Abteilung für politische Forschung. Für das Außenministerium ist er seit 1988 tätig, wo er für verschiedene Abteilungen und in diversen Vertretungen im Ausland war. Unter anderem war Balogun von 2000 bis 2003 an der nigerianischen Botschaft in Italien als Chef der Botschaftskanzlei und Protokollchef der First Lady Stella Obasanjo von 2004 bis 2005.
An der nigerianischen Botschaft in Washington, D.C. war Balogun Minister, Direktor und stellvertretender Chef der Mission und ab dem 27. August 2015 Charge d’Affaires ad interim.
2018 wurde er nigerianischer Botschafter im indonesischen Jakarta. Am 29. Januar 2018 übergab Balogun außerdem seine Akkreditierung an Lim Jock Hoi, den Generalsekretär der ASEAN und am 22. Februar an Francisco Guterres, den Präsidenten Osttimors. Das Amt hatte Balogun bis 2021 inne.

## Sonstiges
Balogun spricht neben Englisch etwas Hausa, Französisch und Kiswahili. Er ist verheiratet und hat Kinder.